# Manfred von Ardenne

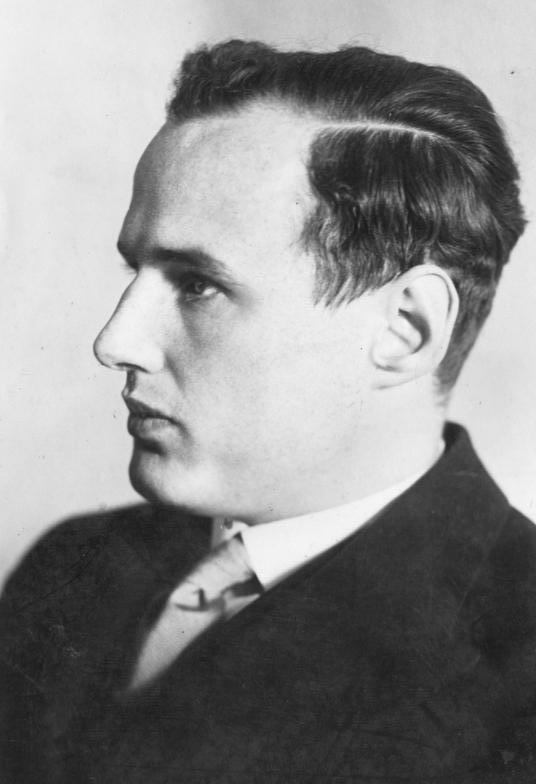
Manfred von Ardenne, um 1930

Manfred Baron von Ardenne [fɔn aʁˈdɛn] (* 20. Januar 1907 in Hamburg; † 26. Mai 1997 in Dresden-Weißer Hirsch) war ein deutscher Naturwissenschaftler und Techniker.
Er war als Forscher vor allem in der Angewandten Physik tätig und ist Urheber von rund 600 Erfindungen und Patenten in der Funk- und Fernsehtechnik, Elektronenmikroskopie, Kern-, Plasma- und Medizintechnik.

## Leben

### Deutsches Kaiserreich

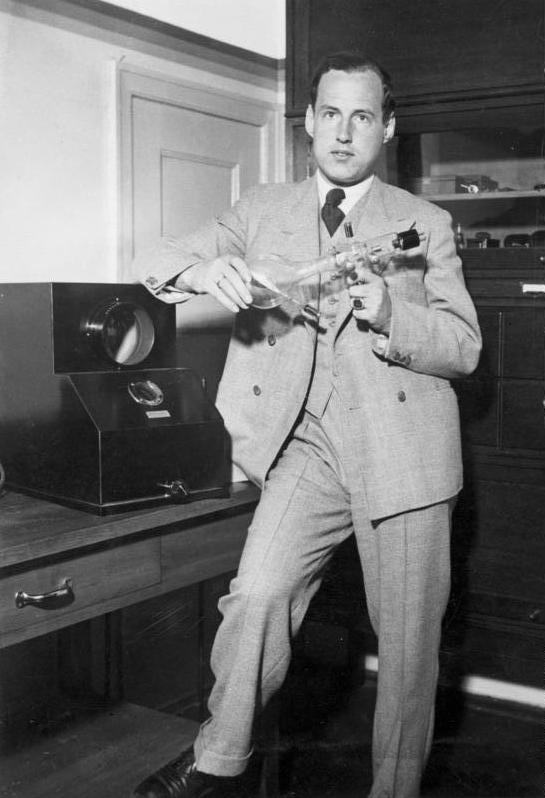
Manfred von Ardenne, um 1933

Manfred von Ardenne war Sohn des Regierungsrates Baron Egmont von Ardenne (1877–1947) und dessen Frau Adela geb. Mutzenbecher (1885–1978), die einer Hamburger Patrizierfamilie entstammte. Die Scheidungsaffäre seiner Großeltern Armand von Ardenne und Elisabeth von Plotho war das Vorbild für Theodor Fontanes Roman Effi Briest. Sein Urgroßvater war der Kaufmann und Guano-Importeur Heinrich Ohlendorff. Als sein Vater 1913 ins Kriegsministerium versetzt wurde, zog die Familie nach Berlin-Neukölln. Nach zwei Jahren Privatunterricht besuchte Ardenne drei Jahre lang das Friedrichs-Realgymnasium in Berlin-Kreuzberg.

### Weimarer Republik
Schon als Schüler (1922) interessierte sich Ardenne sehr für die Naturwissenschaften, insbesondere für die Elektrophysik. Er konstruierte Modelle eines Fotoapparats und einer elektrischen Alarmanlage, beschäftigte sich mit Problemen der Rundfunktechnik und erhielt im Alter von 16 Jahren sein erstes Patent über ein „Verfahren zur Erzielung einer Tonselektion, insbesondere für die Zwecke der drahtlosen Telegraphie“.
1923 verließ Ardenne vorzeitig das Gymnasium und widmete sich der Weiterentwicklung der Radiotechnik. Siegmund Loewe, Gründer der Radiofrequenz GmbH (später Radio AG D.S. Loewe), wurde zu seinem Förderer. Von Ardenne entwickelte gemeinsam mit Loewe, dem das Patent erteilt wurde, eine der ersten Mehrsystemröhren. In der sogenannten Dreifachröhre vom Typ 3NF befanden sich drei Triodensysteme, vier Widerstände und zwei Kondensatoren. Sie gilt als einer der ersten integrierten Schaltkreise und wurde im Ortsempfänger OE 333 eingesetzt.

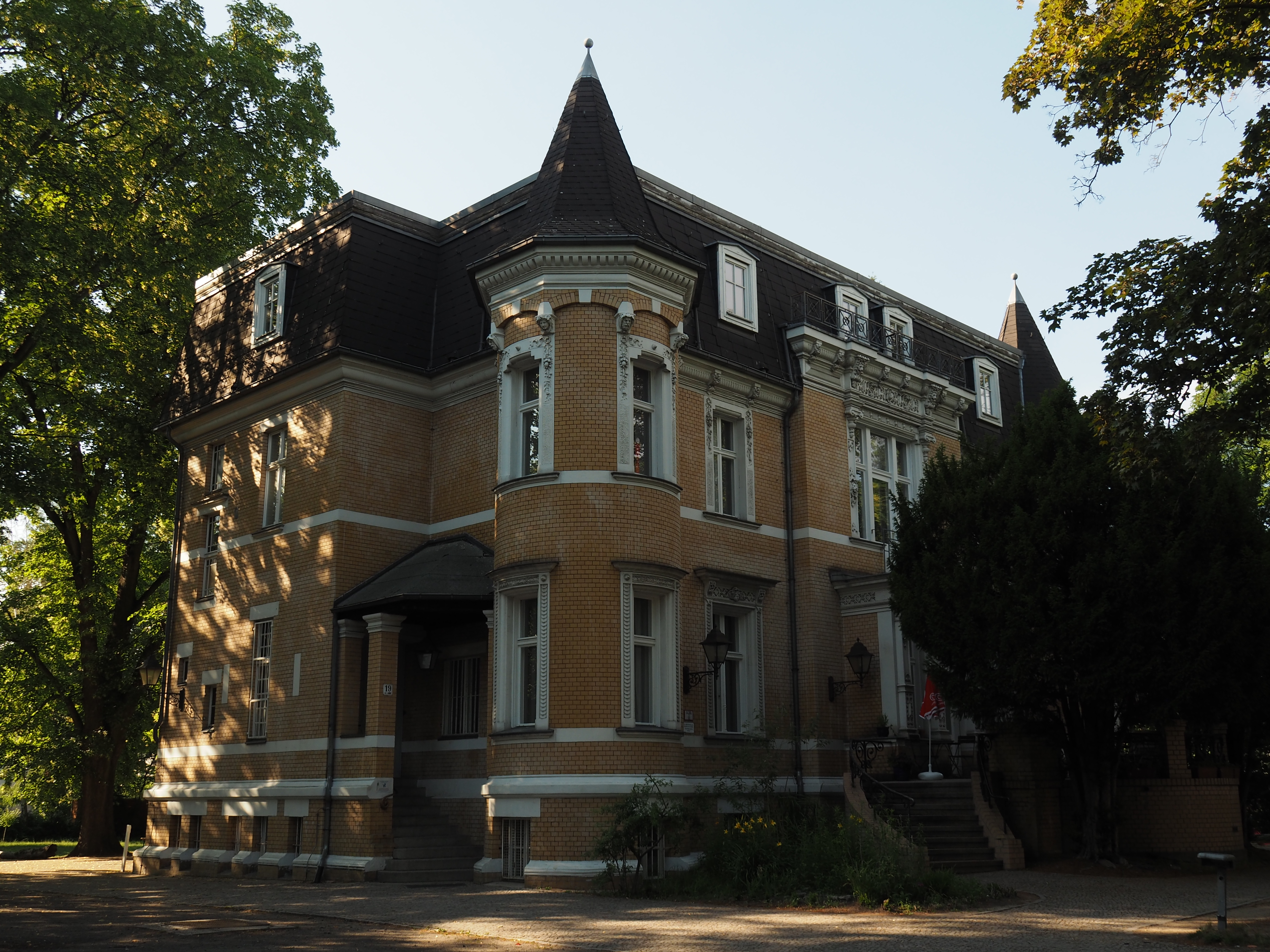
Ehemaliges Forschungslaboratorium für Elektronenphysik in Berlin-Lichterfelde, heute Kinder-, Jugend- und Kulturzentrum Villa Folke Bernadotte

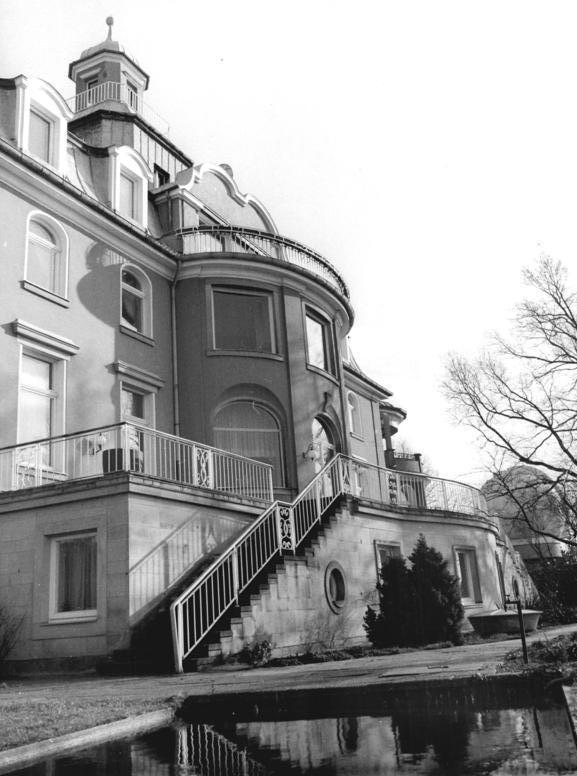
Ardenne-Institut, 1955 bis 1990, in Dresden, Zeppelinstraße 7

Mit Honoraren für seine Veröffentlichungen und Geldern aus dem Patentverkauf verbesserte Ardenne 1925 den Breitbandverstärker (widerstandsgekoppelter Verstärker) erheblich, der u. a. die Entwicklung des Fernsehens und Radars entscheidend voranbrachte. Ein Patent auf diese Verbesserung wurde ihm wegen Vorveröffentlichung jedoch aberkannt. Obwohl er kein Abitur hatte, konnte er sich dank der Fürsprache des Nobelpreisträgers Walther Nernst sowie Georg Graf von Arco, dem Technischen Direktor von Telefunken, an der Universität in Berlin einschreiben und begann Physik, Chemie und Mathematik zu studieren. Nach vier Semestern brach er das Studium ab und widmete sich ganz seinen Forschungen auf dem Gebiet der angewandten Physik.
1928 wurde Manfred von Ardenne volljährig und gründete das Forschungslaboratorium für Elektronenphysik in Berlin-Lichterfelde (heute: Villa Folke Bernadotte), das er bis 1945 leitete. In dieser Zeit entwickelte er dort u. a. die weltweit erste elektronische Bildzerlegung und -wiedergabe mit zeilenweiser Abtastung über eine Photozelle und Wiedergabe auf einer Kathodenstrahlröhre.
Die weltweit erste Fernsehübertragung mit Kathodenstrahlröhre (Braunsche Röhre) gelang Manfred von Ardenne am 14. Dezember 1930 in seinem Lichterfelder Laboratorium. Damit hatte er „die erste Technik zur elektronischen Fernsehübertragung“ entwickelt. Auf der Internationalen Funkausstellung in Berlin führte von Ardenne ab dem 21. August 1931 dieses elektronische Fernsehen erstmals einer breiten Öffentlichkeit vor. Die New York Times  berichtete darüber auf dem Titelblatt, was ihn international bekannt machte.
Mitte des 20. Jahrhunderts ging eine Vielzahl bedeutender Erfindungen auf den Gebieten der Funk- und Fernsehtechnik und der Elektronenmikroskopie auf die Arbeit seines privaten Forschungsinstituts zurück. Wichtigster Geldgeber war das von dem Physiker Wilhelm Ohnesorge, einem Kriegskameraden seines Vaters aus dem Ersten Weltkrieg, geführte Reichspostministerium.

### Zeit des Nationalsozialismus
Basierend auf seinen Arbeiten zur Fernsehtechnologie erfand von Ardenne das Rasterelektronenmikroskop, das er im Februar 1937 zum Patent anmeldete und über das er am 25. Dezember 1937 in der „Zeitschrift für Physik“ erstmals einen wissenschaftlichen Artikel veröffentlichte.
Nach der Entdeckung der Kernspaltung, deren militärisches Potenzial er rasch erkannte und über das er auch Ohnesorge informierte, wandte er sich sofort der experimentellen Kernphysik zu. Er baute Teilchenbeschleuniger (1-Millionen-Volt-van-de-Graaff-Anlage, 60-Tonnen-Zyklotron) und beschäftigte sich mit der Isotopentrennung. Initiativen in Richtung einer deutschen Atombombe gingen von ihm nicht aus. Der theoretische Physiker Carl Friedrich von Weizsäcker, einer der bedeutendsten Mitarbeiter des Uranprojekts, hatte ihm erklärt, dass eine explosionsartig ablaufende Kettenreaktion, wie sie in einer Bombe ablaufen müsste, physikalisch unmöglich sei. Dennoch finanzierte Ohnesorge ein kernphysikalisches Institut des Reichspostministeriums Berlin-Lichterfelde-Ost in unmittelbarer Nähe des Ardenne-Laboratoriums. 1942 verfasste Ardenne einen Geheimbericht Über einen neuen magnetischen Isotopentrenner für hohen Massentransport, ein Labormuster, mit dem Anfang 1945 auch erste Versuche zur Trennung von Lithiumisotopen durchgeführt wurden. Dessen Prototyp wurde möglicherweise 1943 auf einem Luftwaffenstützpunkt in Bad Saarow aufgebaut. Die Entwicklung des Lithium-Trenners ist noch nicht umfassend erforscht.:S. 422
Ardenne beauftragte den seit Januar 1941 bei ihm beschäftigten Theoretiker Fritz Houtermans, auch die Isotopentrennung von Uran mit einer Ultrazentrifuge durchzurechnen. Ein bereits im August 1941 von Houtermans vorgelegter Bericht Zur Auslösung von Kern-Kettenreaktionen sorgte nach Kriegsende für Zweifel an der ausschließlich friedlichen Zielen dienenden Kernforschung in den von Ardenne geleiteten Einrichtungen. Denn Ardenne hatte den Houtermans-Bericht, in dem der Autor zeigte, dass ein Element mit der Massenzahl 239 (später Plutonium genannt) ebenfalls als Brennstoff und Explosivstoff genutzt werden könne, damals gleichfalls als Geheimbericht klassifiziert, der einem ausgewählten Kreis deutscher Kernphysiker zur Kenntnis gegeben wurde. Nahezu zeitgleich meldete Carl Friedrich von Weizsäcker eine Plutoniumbombe zum Patent an.

### Sowjetunion
Das geheime Schlussprotokoll von Jalta (Februar 1945) legte als eine von drei Reparationsformen nach Beendigung des Zweiten Weltkrieges die Verwendung deutscher Arbeitskräfte fest. Die Kontrollratsproklamation Nr. 2, Sektion VI, § 19a des Alliierten Kontrollrates erklärte den Einsatz deutscher Arbeitskräfte zur Reparationsarbeit auch außerhalb Deutschlands für zulässig. Im Protokoll der Potsdamer Konferenz (August 1945) wurden Arbeitsreparationen nicht erwähnt. Die USA und die Sowjetunion rangen um die bedeutendsten Wissenschaftler und Techniker und boten ihnen dazu im jeweiligen Land privilegierte Bedingungen zur Weiterarbeit an.
Am 10. Mai 1945 stellte Ardenne auf Anraten von Generaloberst V. A. Machnejew, dem Beauftragten für den Sektor Wissenschaft und Technik und Verbindungsoffizier zur sowjetischen Akademie der Wissenschaften, einen Antrag auf wissenschaftliche Zusammenarbeit, dem stattgegeben wurde. Am 21. Mai 1945 flogen Ardenne und seine Frau nach Moskau „zum Abschluß eines Vertrags für zwei Wochen in die Sowjetunion“ in der Erwartung, dass sein Institut in Berlin bleiben und ein weiteres Institut in der Sowjetunion aufgebaut würde. Unmittelbar nach der Abreise wurde das gesamte Inventar seines Instituts in 750 Kisten verpackt und in einen Güterzug verladen, der zusammen mit seinen Kindern und Verwandten am 11. Juni 1945 in Moskau ankam.:S. 154–158 Die Sowjetunion hatte ihn als ersten deutschen Wissenschaftler zwangsverpflichtet. Für den Wiederaufbau des Forschungslaboratorium für Elektronenphysik hatte er die Wahl zwischen Moskau, der Krim oder Grusinien im Kaukasus.:S. 160 Ardenne wählte das grusinische Sochumi am Schwarzen Meer, wo das Innenministerium der UdSSR (NKWD) am 27. Juli 1945 das Physikalisch-Mathematische Institut als Institut A eröffnete. Ardenne wurde am 21. August 1945 zum Direktor ernannt.:S. 397 Wie die Verschleppten der Aktion Ossawakim wurden sie hinter Stacheldraht eingeschlossen und durften „das Gelände nur noch mit sowjetischer Begleitung verlassen“.:S. 170
Von diesem Zeitpunkt bis 1951 arbeitete Ardenne gemeinsam mit anderen deutschen Technikern und Wissenschaftlern, u. a. Gustav Hertz, Max Steenbeck, Peter Adolf Thiessen und Gernot Zippe, an der Entwicklung der sowjetischen Atombombe. Das von Ardenne bearbeitete Verfahren der elektromagnetischen Trennung von Uranisotopen kam bei der Produktion der ersten einsatzfähigen sowjetischen Atombomben jedoch nicht zum Einsatz. Dennoch erhielt Ardenne für seinen Beitrag im Dezember 1953 den Stalinpreis 2. Klasse.
Für Entwicklung und Bau eines Elektronenmikroskops bekam Ardenne im März 1947 eine Prämie in Höhe von 50.000 Rubel. 1948 konstruierte er die Duoplasmatron-Ionenquelle für den Einsatz in großen Teilchenbeschleunigern und in kosmischen Raketen mit Ionenantrieb. Ab 1951 entwickelte er Präzisions-Oszillographen und Massenspektrographen und plante den Aufbau seines neuen Instituts in Dresden.:S. 212–218,399

### Deutsche Demokratische Republik

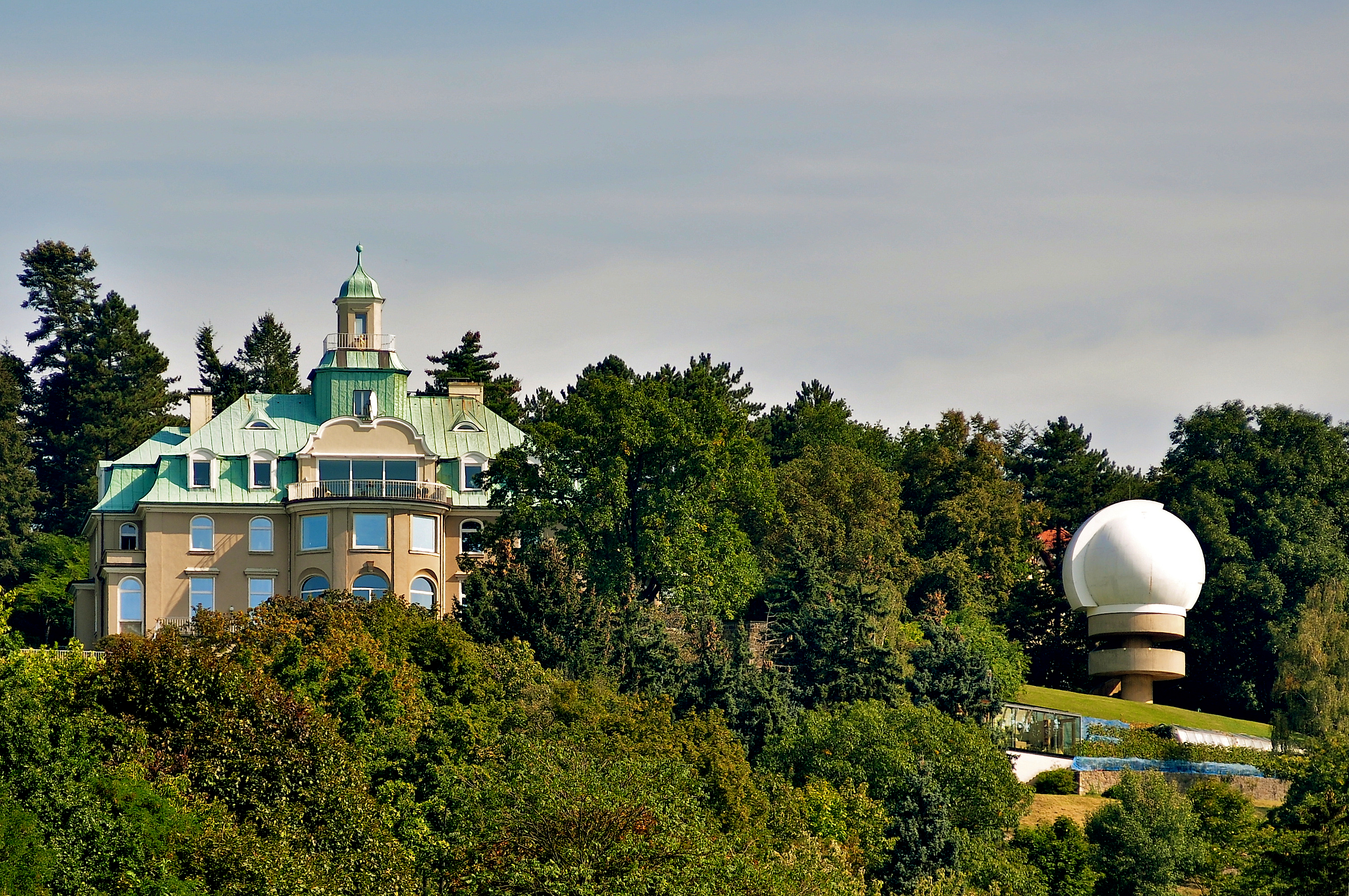
Ardenne-Villa mit Sternwarte, Dresden-Weißer Hirsch

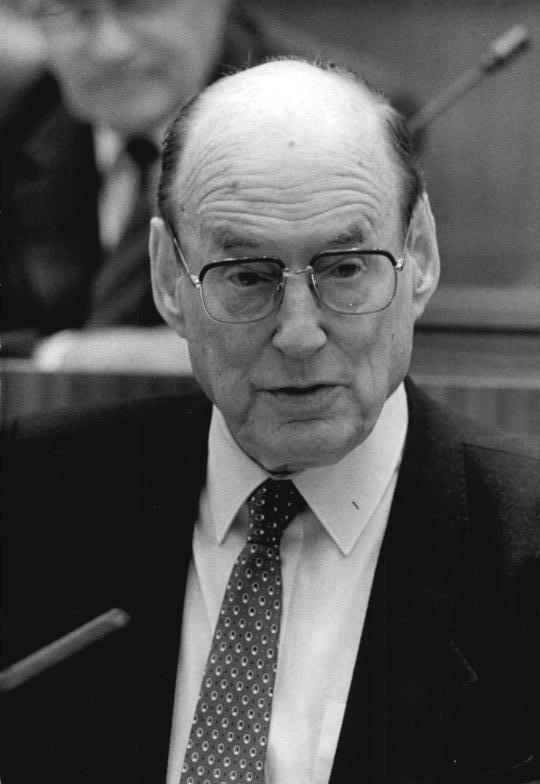
Manfred von Ardenne auf einer Volkskammertagung, 1986

Nach seiner Rückkehr aus der Sowjetunion am 24. Mai 1955:S. 399 baute Ardenne in der DDR das Forschungsinstitut Manfred von Ardenne auf dem Weißen Hirsch in Dresden auf, das sich durch eine anwendungsorientierte industrienahe Forschung auszeichnete. Wie bereits in Berlin praktiziert, verwirklichte Ardenne auch in Dresden das Prinzip des Wohnens und Arbeitens unter einem Dach.
Das Institut entwickelte sich mit rund 500 Mitarbeitern zum größten privatwirtschaftlichen Forschungsinstitut des gesamten Ostblocks und stellt insbesondere in der DDR wegen seiner Privilegierung und Sonderstellung in einer ansonsten staatlichen beziehungsweise volkseigenen Industrie- und Forschungslandschaft eine Besonderheit dar. Forschungs- und Entwicklungsfelder waren die Elektronenstrahl- und Plasmatechnologie sowie die Beschichtung im Vakuum. Siehe hierzu auch Elektronenstrahl-Mehrkammerofen.
Stellvertretender Direktor des Instituts war seit 1965 Siegfried Schiller, der von 1976 an auch für das MfS als Inoffizieller Mitarbeiter tätig war. 1970 setzte Ardenne den Physiker Peter Lenk als Verwaltungsleiter ein. Ardenne lehrte als Professor für elektronische Sonderprobleme an der TU Dresden. Insgesamt besaß er etwa 600 Patente.
Anfang der 1960er Jahre wandte sich Ardenne medizinischen Fragestellungen zu. Entscheidend war ein Gespräch mit dem Biochemiker Otto Warburg im Jahre 1959. Ardenne entwickelte zwei verschiedene Therapien: die umstrittene Sauerstoff-Mehrschritt-Therapie, für die keine belastbaren Nachweise für den Nutzen und medizinische Notwendigkeit existieren, und die sogenannte systemische Krebs-Mehrschritt-Therapie, bei der der Krebs und die Metastasen durch Hyperthermie (Überwärmung), Glukose und Sauerstoff gegebenenfalls in Kombination mit einer Chemotherapie in mehreren Sitzungen bekämpft werden sollen. Ardenne war der Erste, der eine passive Ganzkörperhyperthermie zur Krebsbekämpfung einsetzte. Da dieses Verfahren sehr anstrengend ist, setzte er zur Unterstützung der Patienten während der Behandlung Sauerstoff ein.
Der parteilose Ardenne war von 1963 bis 1990 für den Kulturbund Volkskammerabgeordneter. Für Reformen im Hochschulbereich setzte er sich seit Anfang der 1970er Jahre wiederholt dezidiert ein. Im Juni 1987 traf er sich nach eigenen Angaben mit dem stellvertretenden KGB-Chef Wladimir Krjutschkow um eine mögliche Absetzung von Erich Honecker und die Einführung einer „sozialistischen Marktwirtschaft“ im Rahmen der sowjetischen Perestroika zu erörtern.
Gerhard Barkleit bekam als einziger Historiker Zugang zu seinem Tagebuch und seinem Büro.

### Bundesrepublik Deutschland
Nach der deutschen Wiedervereinigung teilte Ardenne den physikalisch-technischen Bereich seines Instituts in das Fraunhofer-Institut für Elektronenstrahl- und Plasmatechnik und die Von Ardenne Anlagentechnik GmbH (seit 2013: Von Ardenne GmbH) auf. Sein Sohn Alexander von Ardenne führt das Von Ardenne Institut für Angewandte Medizinische Forschung.

## Ehrungen
- 1941: Silberne Leibniz-Medaille der Preußischen Akademie der Wissenschaften
- 1945: Berufung in den Reichsforschungsrat
- 1947: Stalinpreis der UdSSR für die Erfindung des Elektronenmikroskops[28]
- 1953: Stalinpreis 2. Klasse der UdSSR für die elektromagnetische Trennung von Isotopen und die Herstellung von Lithium-6
- 1958: Nationalpreis 1. Klasse
- 1958: Dr. rer. nat. h. c. der Universität Greifswald
- 1958: Deutsche Friedensmedaille
- 1965: Nationalpreis 2. Klasse
- 1965: Mitglied der Internationalen Astronautischen Akademie Paris
- 1978: Dr. med. h. c. der Medizinischen Akademie Dresden
- 1982: Dr. paed. h. c. der Pädagogischen Hochschule Dresden
- 1982: Ehrenspange zum Vaterländischen Verdienstorden in Gold
- 1983: Ehrenmitglied der Gesellschaft für Ultraschalltechnik
- 1986: Wilhelm-Ostwald-Medaille der Sächsischen Akademie der Wissenschaften
- 1986: Richard-Theile-Medaille der Deutschen Fernsehtechnischen Gesellschaft
- 1986: Ernst-Abbe-Medaille der Kammer der Technik der DDR
- 1987: Medaille für Kunst und Wissenschaft des Senats der Stadt Hamburg
- 1987: Ernst-Krokowski-Preis der Gesellschaft für biologische Krebsabwehr
- 1988: Ernst-Haeckel-Medaille der Urania
- 1988: Diesel-Medaille in Gold des Deutschen Instituts für Erfindungswesen e. V. in München
- 1988: Friedrich-Schiller-Preis der Stadt Hamburg
- 1989: Ehrenbürger von Dresden
- 1989: Colani Design France Preis

## Persönliches

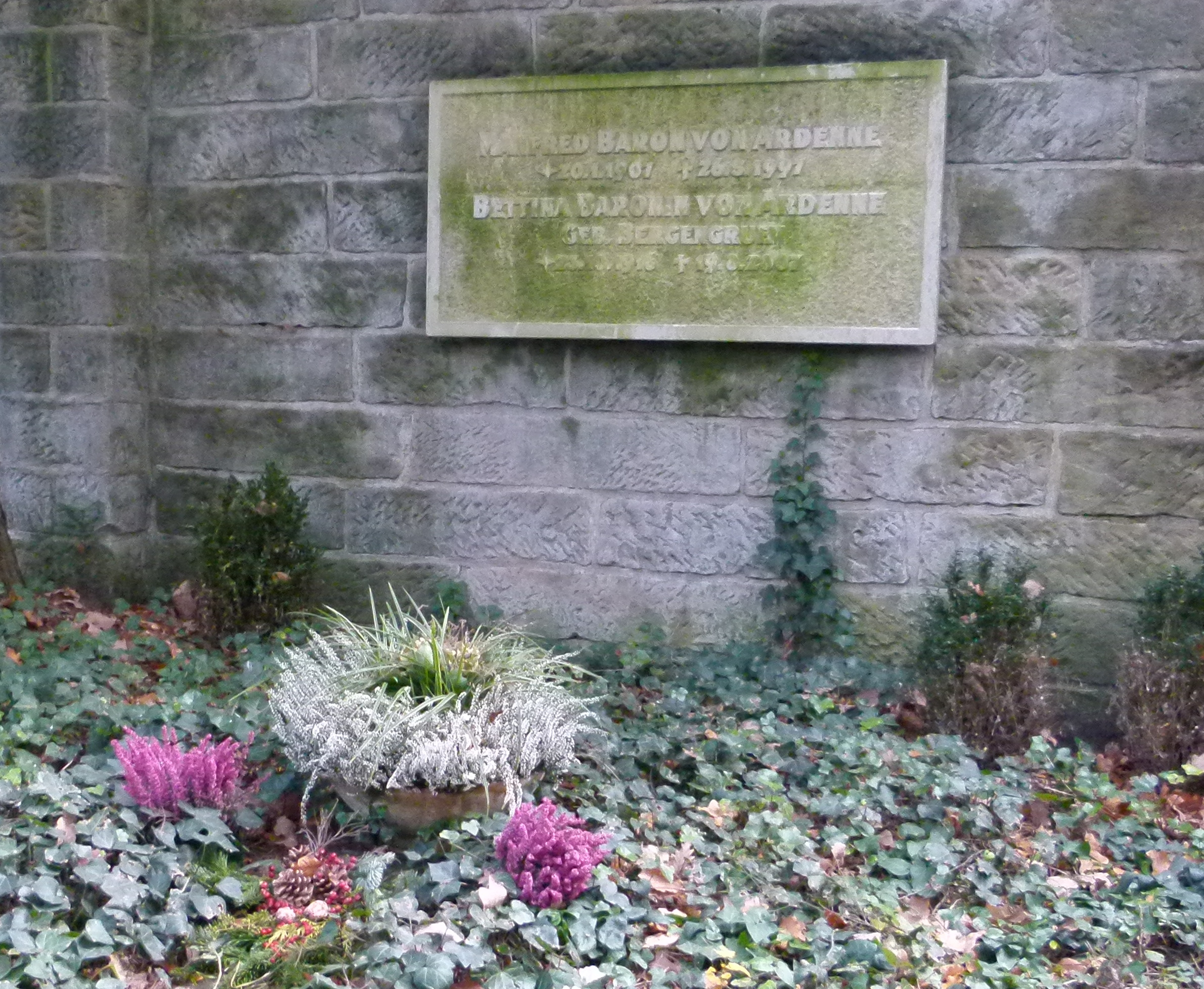
Grab Manfred von Ardennes auf dem Waldfriedhof Weißer Hirsch

Seit 1938 war er mit Bettina Bergengruen, einer Nichte des Schriftstellers Werner Bergengruen, verheiratet. Als Liebhaberastronom baute er 1956 an der Plattleite die „Volkssternwarte M. v. Ardenne“ und 1966 neben seinem Wohnschloss am Elbhang ein modernes Privatobservatorium. Seinen 90. Geburtstag konnte er 1997 noch mit seiner Ehefrau und im Kreis seiner Kinder und Kindeskinder – eine Tochter, drei Söhne, acht Enkel, drei Urenkel – feiern.
Sein Grab befindet sich auf dem Waldfriedhof Weißer Hirsch.
In seinem Roman Der Turm hat Uwe Tellkamp offensichtlich die Figur des Baron von Arbogast nach dem Vorbild des Manfred von Ardenne angelegt und ihm so ein literarisches Denkmal gesetzt. Viele Details hinsichtlich der Arbeit und der Biografie bis hin zum Wohnort in Dresden mit der „Volkssternwarte“ auf dem eigenen Anwesen stimmen überein.

## Darstellung Ardennes in der bildenden Kunst
- Gerda Lepke: Prof. Manfred von Ardenne (Öl auf Leinwand, 110 × 92 cm, 1980/1981; Galerie Neue Meister Dresden)[31]
- Wilhelm Rudolph: Prof. Manfred von Ardenne (Öl, 1969)[32]

## Werke (Auswahl)
- 1930: Die physikalischen Grundlagen der Rundfunk-Anlagen.
- 1933: Die Kathodenstrahlröhre und ihre Anwendung in der Schwachstromtechnik.
- 1940: Elektronen-Übermikroskopie. Physik, Technik, Ergebnisse. J. Springer, Berlin.
- 1956: Tabellen zur Elektronenphysik, Ionenphysik und Übermikroskopie.
- 1956: Tabellen zur angewandten Kernphysik.
- 1962: Tabellen zur angewandten Physik (1962–1973)
- 1997: Systemische Krebs-Mehrschritt-Therapie. Hyperthermie und Hyperglykämie als Therapiebasis. Grundlagen, Konzeption, Technik, Klinik (bearbeitet von P. G. Reitnauer)
- 1999: Wo hilft Sauerstoff-Mehrschritt-Therapie? (3. Auflage)